# Pomatorhinus hypoleucos
La cimitarra grande (Pomatorhinus hypoleucos) es una especie de ave paseriforme de la familia Timaliidae propia del sudeste asiático.

## Distribución y hábitat
Se encuentra en las montañas del sudeste asiático, distribuido por Bangladés, Birmania, Camboya, sur de China, noreste de la India, Laos, Malasia, Tailandia y Vietnam. Su hábitat natural son los bosques húmedos de montaña tropicales y subtropicales.